# Boris Christov
Boris Christov (bulharsky Борис Христов; 18. května 1914, Plovdiv – 28. června 1993, Řím) byl bulharský operní pěvec, bas. Zpíval především ve Verdiho a ruském repertoáru. K jeho nejslavnějším rolím patřil Car Boris v Mussorgského Borisi Godunovovi.

## Život
Vystudoval práva a zpočátku se zpěvu věnoval jen ve sboru Katedrály svatého Alexandra Něvského v Sofii. Měl však tak velký ohlas, že získal stipendium bulharské vlády a roku 1942 odjel do Itálie, kde bral hodiny zpěvu u barytonového pěvce Riccardo Stracciariho. Roku 1946 si odbyl svůj operní debut, jakožto filozof Collin v Pucciniho Bohémě, v operním domě města Reggio Calabria. Záhy zpíval v milánské La Scale, benátské La Fenice, londýnské Covent Garden. Roku 1950 získal pozvání do newyorské Metropolitní opery, avšak v atmosféře mccarthismu mu pobyt na území USA nebyl umožněn, jakožto představiteli východního bloku (přestože v Bulharsku nebyl od roku 1945). V USA mohl vystoupit až roku 1956, kdy byl pozván do opery v San Franciscu. Ačkoli měl později znovu nabídky z Metropolitní opery, už je nikdy nepřijal.
Roku 1964 mu lékaři objevili nádor na mozku. Přerušil kariéru, ale po úspěšné léčbě se již roku 1965 vrátil na jeviště. Roku 1967 se po mnoha letech znovu podíval do rodného Bulharska. Svou kariéru slavnostně ukončil koncertem v bulharské akademii v Římě roku 1986. V Římě též roku 1993 zemřel, jeho tělo bylo převezeno do Bulharska, kde mu byl vypraven státní pohřeb a jeho pozůstatky byly uloženy v Katedrále svatého Alexandra Něvského, kde jeho pěvecká kariéra začala.